# Casa de farinha

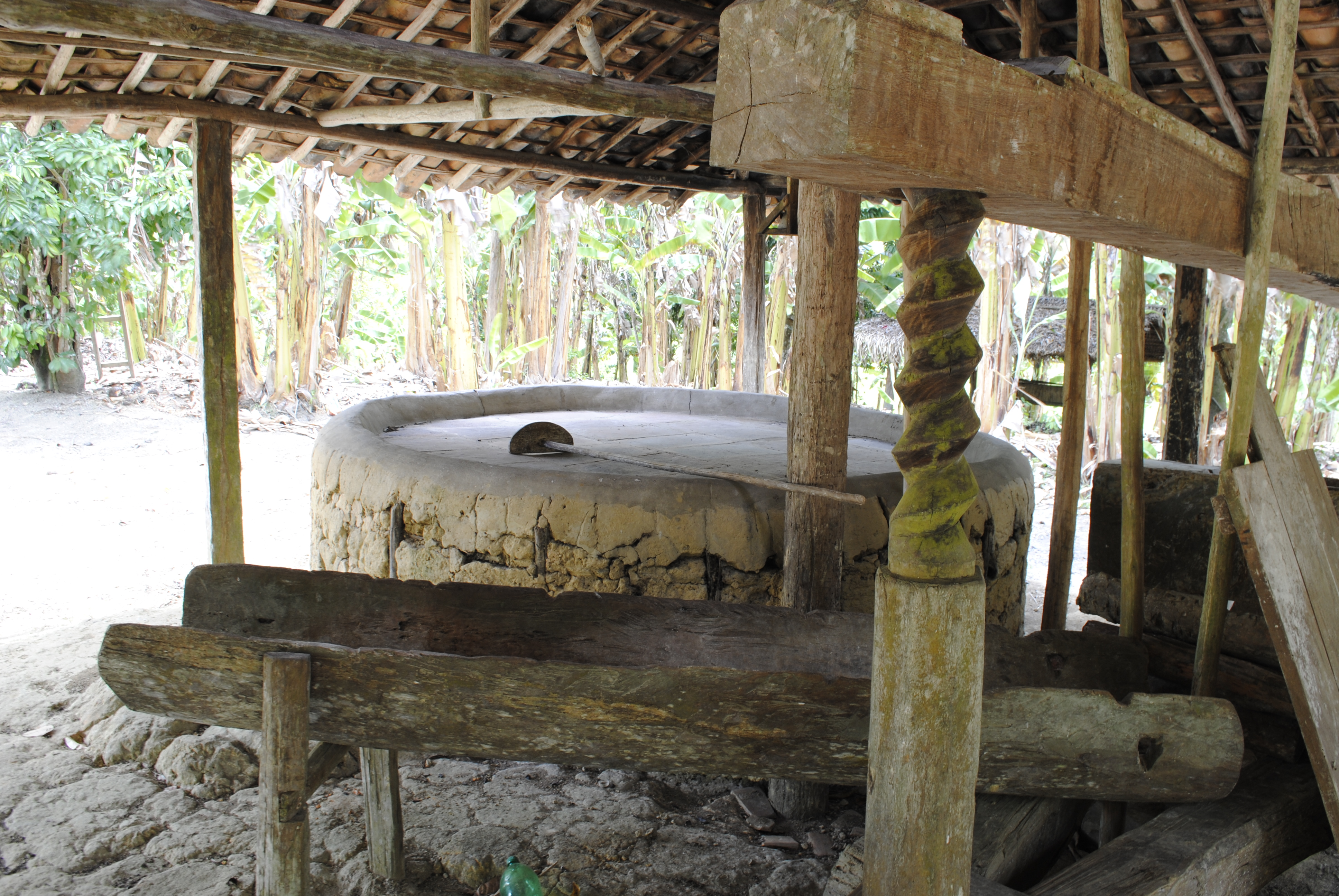
Fabbrica di farina di manioca artigianale, tradizionalmente chiamata casa de farinha. In primo piano, il cocho (contenitore delle radici sbucciate) e la vite del torchio. Sullo sfondo il forno per la tostatura.

La casa de farinha è il luogo dove è effettuata tradizionalmente la lavorazione della radice di manioca per ottenere la farina di manioca che è una delle componenti essenziali della dieta della popolazione brasiliana, in particolare nelle regioni Nord e Nordest. Dalla radice di manioca (Manihot esculenta) si producono: farine secche, acquose e miste; polvilho o amido; il tucupi; e la farina di tapioca.
Nelle casas de farinha sono in uso metodi tradizionali, ereditati dalle popolazioni indigene, che furono i primi coltivatori della specie. Tuttavia, la trasformazione industriale è in aumento.

## Storia
Le prime tracce di mortai per la molitura della manioca in Brasile risalgono a duemila anni fa. La tecnologia per trasformare le radici della manioca in farina è di origine tradizionale ed è mantenuta principalmente nella regione amazzonica e nel Nordest: si svolge in piccole unità artigianali rurali, dette appunto casas de farinha (case della farina), utilizzando attrezzature rustiche e manodopera familiare o dipendenti locali.
La farina di manioca è un ingrediente utilizzato nella produzione di molti alimenti, tra cui il beiju, noto dalle popolazioni native come mbyú, farofa, pirão e in una grande quantità di ricette della cucina brasiliana. Già nel 1551 il sacerdote gesuita Manuel da Nóbrega, scrivendo della sua visita a Pernambuco, si riferiva al beiju e alla farina prodotta dagli indigeni. Nel periodo coloniale, la farina di manioca divenne parte del cibo degli schiavi e dei servi delle fattorie e degli engenhos per lo zucchero, oltre a far parte solitamente del pasto dei viaggiatori portoghesi. In alcune regioni, con l'obiettivo di rendere il cibo meno deperibile, la farina di manioca veniva mescolata con farina di pesce essiccata, pestata in un pestello.

## La casa della farina

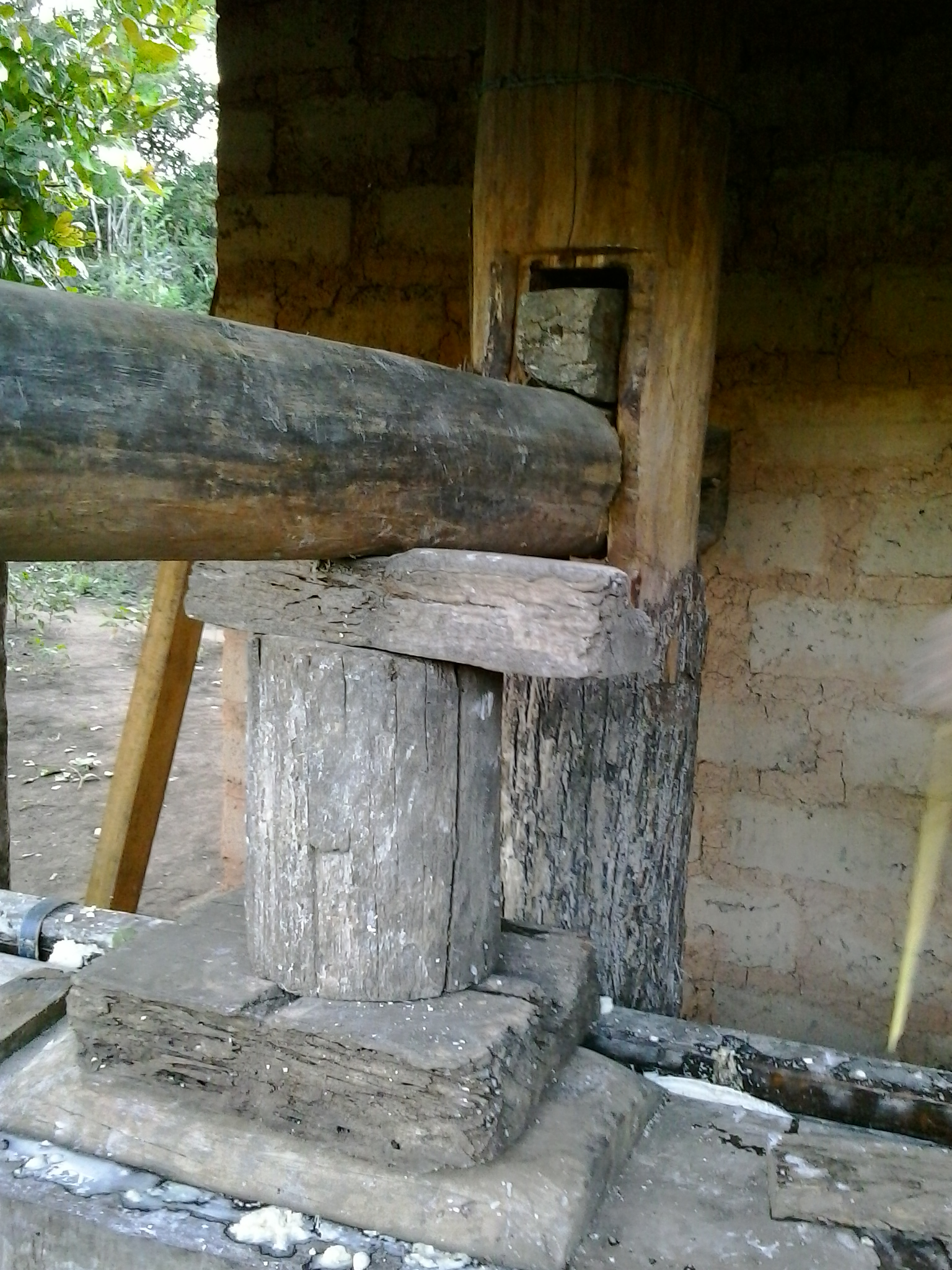
Sistema a leva per pressare la polpa di manioca. Si notano il coperchio della pressa, il supporto, i ceppi e la leva.

Essenzialmente, la casa della farina è composta da un sistema di sminuzzatura (grattugia), un sistema di pressatura e un forno. Dopo la raccolta delle radici, la manioca viene portata direttamente dal campo alla casa della farina, dove viene sbucciata o raschiata per rimuovere la scorza esterna dura e fibrosa. Quindi, la polpa viene schiacciata o grattugiata in un pestello o una grattugia (caititu). La manioca grattugiata cade in un trogolo e viene quindi pressata nei tipiti ( tipi = spremere e ti = liquido, nella lingua Tupi ) per rimuovere un liquido velenoso risultato della parziale fermentazione chiamato manipuera o manipueira, o banalmente acqua di manioca, oltre che per asciugare l'impasto. Dopo aver setacciato e tostato la farina sulla superficie del forno, questa è pronta per il consumo o per la trasformazione in numerosi altri prodotti alimentari.
L'amido di manioca (polvilho), che decanta durante la fermentazione, viene utilizzato anche come appretto per inamidare i panni o per la produzione di alimenti.
Nella casa de farinha, i compiti sono divisi: gli uomini sono generalmente responsabili del processo di raccolta della manioca dal campo e del suo trasporto alla casa. Donne e bambini raschiano i tuberi ed estraggono l'amido (polvilho). Il lavoro prosegue di notte, quando avviene il cosiddetto impasto della farina, allora compaiono i fisarmonicisti, i chitarristi, i ballerini e tra sorsi di cachaça, caffè con beiju e tanta gioia, il lavoro continua tutta la notte.

### Fasi della produzione di farina di manioca
La produzione della farina può essere suddivisa in nove fasi: semina; raccolto; trasporto; pulizia; grattugia; pressatura; sfarinatura; setacciamento; tostatura.
1. Coltivazione: il momento migliore per piantare è l'inizio della stagione più piovosa: data che cambia in funzione del regime climatico della zona. Le piantine germinano già dopo una decina di giorni, a partire dalle sezioni di gambo interrate pochi centimetri sotto la superficie lungo solchi paralleli.
2. Raccolta: per la migliore resa e qualità della manioca, la raccolta dovrebbe avvenire tra 16 e 20 mesi dopo la piantagione.
3. Trasporto: la manioca fermenta con grande facilità a temperatura ambiente, dopo la raccolta, e la tostatura o la refrigerazione sono mezzi efficaci per prevenire la fermentazione. Il tempo limite per evitare l'inizio della fermentazione è di 48 ore, e nelle condizioni di maggior calore o umidità il tempo può essere ulteriormente ridotto, prima che la manioca si scurisca (inizio della fermentazione). E, una volta sminuzzata, può fermentare (acidificandosi) in meno di 24 ore. Poiché questo intervallo di tempo ha un grande peso nei calcoli logistici, si richiede una riflessione attenta sulle distanze tra il luogo di raccolta, il luogo di distribuzione (mercato al consumatore) o di lavorazione (casa della farina). L'igiene dei luoghi di lavoro, degli attrezzi e dell'equipaggiamento, dei lavoratori e del luogo di stoccaggio e trasporto sono necessari per ottenere una farina di qualità, ricordando che nelle zone rurali occorre raddoppiare le attenzioni per prevenire attacchi di roditori e insetti
4. Pulizia: la radice necessita di pulizia per due ragioni principali, per la riduzione degli agenti che producono acido cianidrico (HCN) e per la rimozione del suolo superficiale. Risciacquare con acqua corrente pulita può essere necessario per rimuovere il terreno incrostato alla radice e diminuire la possibile contaminazione dal terreno. Dopo il lavaggio, la manioca deve essere sbucciata per rimuovere le fibre dalla buccia, le parti dure del gambo vicine allo stelo e parte del veleno. La linamarina e l'etil-metil-chetone-cianidrina, che si trovano principalmente nella corteccia delle radici e nelle foglie di manioca, subiscono idrolisi durante la digestione, trasformandosi in acido cianidrico, altamente tossico.
5. Grattugiare: dopo la pulizia, le radici vengono grattugiate, spesso formando una massa fradicia di umidità. Il grado di finezza della grattugia è importante per evitare perdite dopo la setacciatura, riducendo così la quantità di residui grezzi. In modo primitivo, si può grattugiare la manioca anche solo strofinandola su una superficie dura e ruvida, come una lastra di pietra.
6. Pressatura: dopo la grattugiatura, l'impasto viene compresso, solitamente utilizzando un tradizionale tipiti o un torchio in legno. Nella pressa di legno l'impasto è disposto in più strati separati da sacchetti permeabili, per facilitarne la successiva rimozione e manipolazione. In questa fase, il liquido estratto dalla massa (manipuera o manipueira o manipeira), è altamente inquinante e tossico, e può uccidere se ingerito da persone o animali.
7. Sfarinatura: per evitare la fermentazione e l'imbrunimento della farina, la pressatura deve avvenire il prima possibile dopo aver grattugiato, quindi, per lo stesso motivo, bisogna poi sfarinare la pasta compattata ottenuta dal torchio il più rapidamente possibile. Per una migliore sbriciolatura, la pasta può passare nuovamente attraverso la grattugia, perché oltre a essere più veloce (con forza motrice meccanizzata), questo facilita la successiva setacciatura. In sole 18 ore dalla grattugia, nei climi tropicali, inizierebbe sicuramente la fermentazione, che conferirà al prodotto finale un sapore acre inadatto al consumo.
8. Setacciatura: la setacciatura separa i frammenti più piccoli da quelli più grandi, rendendo l'impasto omogeneo e permettendo così una migliore qualità. I frammenti trattenuti nel setaccio si chiamano crueira e dopo l'essiccazione possono essere consumati dagli animali, senza danni.
9. Tostatura: l'impasto, dopo aver passato la setacciatura, viene messo sulla superficie di un forno per togliere l'umidità, mentre viene agitato di continuo da un addetto che opera con una spatola di legno. Per evitare contaminazioni e fermentazioni, si raccomanda che le fasi di pulitura, grattugiatura, pressatura, sbriciolatura, setacciatura e tostatura avvengano nello stesso ambiente. La granulazione della farina, la temperatura del forno, il tempo di esposizione della farina al forno e la tecnica di rimescolamento della farina sono i principali fattori che influenzano la tipologia prodotta. Il sapore e la consistenza di ogni tipo variano principalmente in funzione della granulazione della farina, della quantità di amido e dello stato di essiccazione (tostatura) della farina. Se la fecola viene separata dall'impasto per un altro uso, attraverso successivi lavaggi, la farina perde un po' della sua qualità per l'assenza del materiale polverulento più pesante che viene dilavato. Se viene tostata più del necessario, la farina assume un colore rossastro inappropriato, e se rimane troppo a lungo in un forno con una temperatura inferiore a quella ideale, la pasta si secca ma non arrostisce, e la farina non acquista il sapore caratteristico. Si consiglia inoltre, per una migliore qualità della farina, di operare con due forni: uno con una temperatura più mite, dove l'impasto sarà solo essiccato, e uno più caldo dove verrà infine arrostito; questo accorgimento è importante, perché se l'impasto è ancora umido e cade in un forno molto caldo, si formeranno dei grumi e la farina uscirà densa.

### Attrezzature

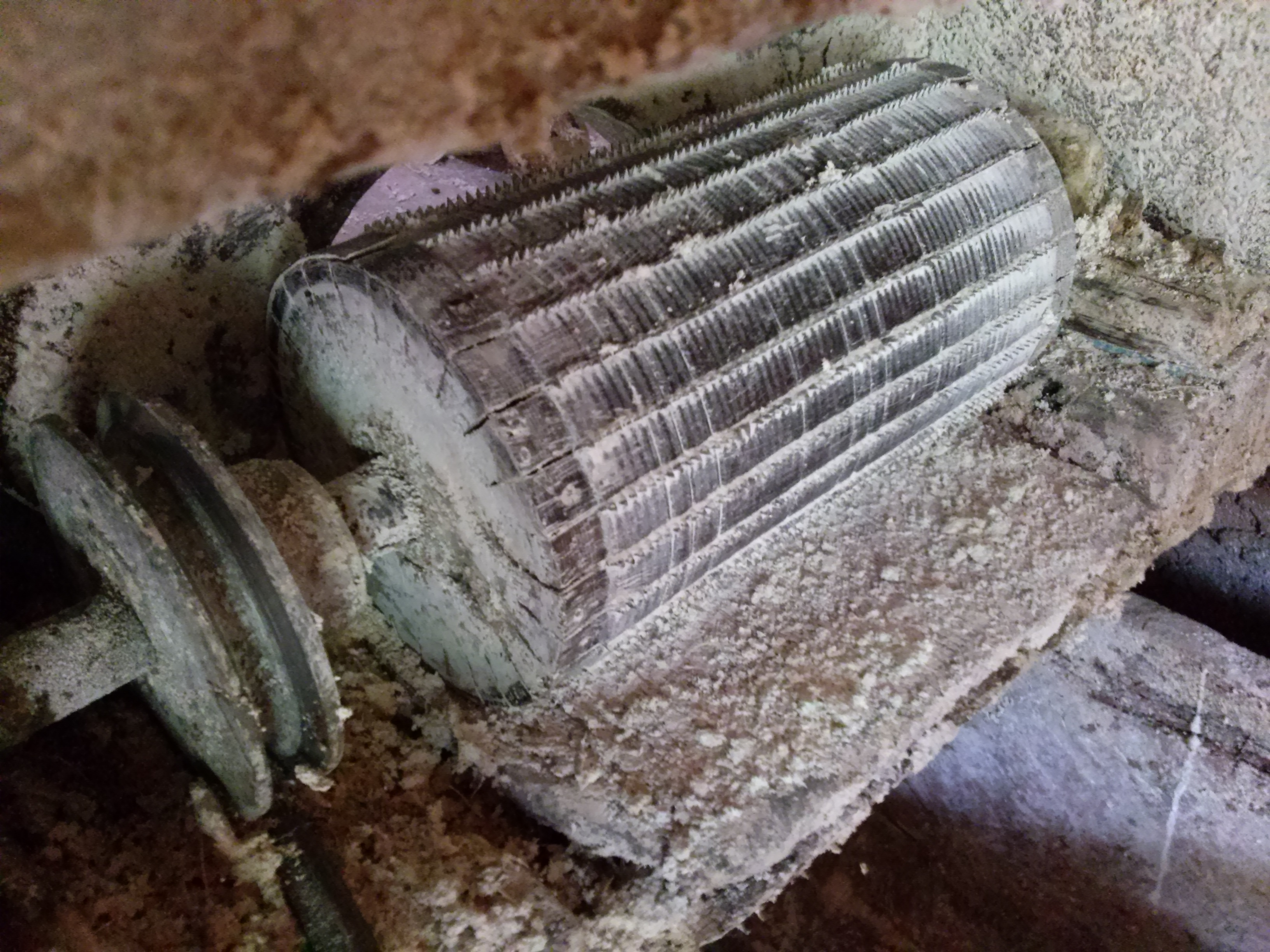
Bolinete, palla o caititu sono i nomi degli utensili usati per grattugiare la manioca

Gli utensili più comunemente utilizzati nella produzione della farina sono:
- Caçuá o cofo: grande cesto di vimini o liane, di solito in coppia, senza coperchio e con manici, che sono attaccati ai lati dell'asino o del cavallo per trasportare la manioca dalla piantagione alla casa della farina quando si tratta di piccola produzione;
- Cangalha o cambito: sostegno in legno utilizzato sul dorso degli animali da carico per fissare i caçuá;
- Caititu o bola: la parte principale dei dispositivi per grattugiare la manioca. È un cilindro in legno con albero in metallo con dentini a cui sono montate anche zigrinature in metallo e che ha un'estremità a forma di puleggia dove si inserisce la cinghia, in modo che, attraverso di essa, possa essere trasmesso un movimento di rotazione rapida, attivato dal motore o manualmente. La granulometria della pasta grattugiata viene controllata regolando l'apertura tra la zigrinatura e il piano di alimentazione mobile, chiamato chegadeira. Generalmente, la pasta grattugiata cade direttamente nel cocho, la vasca;
- Cocho: una vasca di legno scavato come una canoa, utilizzato per conservare le radici sbucciate, per schiacciare la pasta prima di pressarla, per conservare la pasta grattugiata e per disporre la farina tostata. Può anche essere in cemento;
- Paneiros: cesti di vimini o di vite usati per conservare la pasta grattugiata;
- Pilão: tipo di grande mortaio di legno dove viene posta la manioca da pestare per terminare il lavoro di grattugia;
- Prensas: sono i torchi utilizzati per separare il liquido (manipuera) dall'impasto, sono solitamente di legno e azionati da una leva o a vite. Nel caso di una vite, di solito è realizzata in legno duro con un diametro di circa venti centimetri. Al posto della vite può essere utilizzato un verricello. Sono processi efficienti, ma richiedono frequenti serraggi. La forza della vite (o del verricello) viene applicata all'estremità dell'architrave e questa forza viene trasmessa come compressione al coperchio della pressa, con una grandezza proporzionale al braccio della leva. In sostituzione della vite e del verricello è comune utilizzare un peso appeso all'estremità dell'architrave. Tale peso, solitamente pietre su una pedana, agisce sempre con la stessa forza, eliminando i costanti interventi richiesti in altri metodi.
- Raschietto e coltelli: strumenti usati per pelare / raschiare la manioca;
- Tachos per tostatura: piatti grandi o vassoi di argilla o ferro montati sul forno per l'essiccazione dell'impasto. Chiamato anche semplicemente "forno" quando è formato da lastre e, in questo caso, riscaldato a legna.
- Tipiti: tipo di cestino lungo, intrecciato in fibre vegetali, utilizzato per spremere la pasta, quando si tratta di piccole quantità, attraverso la torsione.
- Rodo: è la spatola realizzata in legno e utilizzata per mescolare l'impasto nel forno durante la tostatura.
- Peneiras: sono i setacci, uno di misura maggiore per setacciare l'impasto e un altro di misura minore per setacciare la farina. La parte grossolana della farina si chiama relão.

## Lamanipuera
La manipuera, liquido risultante dalla fermentazione della massa della manioca, rappresenta dal 25% al 35% della radice della manioca. La manipuera è ricca di calcio (Ca), rame (Cu), zolfo (S), ferro, fosforo (P), magnesio (Mg), azoto (N), potassio (K) e zinco (Zn). Tuttavia, contiene acido cianidrico, altamente tossico, motivo per cui la manipolazione della manipuera deve essere eseguita con precauzione e tecnica adeguata. Se rilasciato nell'ambiente, questo liquido può causare danni significativi, inquinando i corsi d'acqua. Tuttavia, se subisce una fermentazione aerobica, la manipuera può essere una fonte di cibo. Può anche essere usato come insetticida naturale o come materia prima per aceto e sapone e fertilizzante organico.
La manipueira ha anche un significativo contenuto di alcol. Nello Stato del Pará questo liquido, dopo essere stato sottoposto all'azione del sole o del fuoco per eliminare la tossicità, viene utilizzato nella preparazione del tucupi, un tipo di salsa molto popolare nella cucina amazzonica, base per la preparazione della famosa anatra in tucupi.

### Uso della manipuera come fertilizzante e pesticida
Come prodotto fitosanitario, è utilizzata polverizzata sulle foglie di alberi e arbusti; sugli ortaggi e nelle erbe la manipolazione deve essere spruzzata diluita al 50%. Agisce come acaricida, battericida, fungicida, insetticida e nematocida.

### Produzione di aceto
Per fare l'aceto, viene passato tre volte nel colino. Il filtrato si lascia riposare al sole per due settimane per decantare i solidi e fermentare il liquido. Il decantatore non deve essere chiuso. Alcuni produttori aggiungono erbe aromatiche o frutta tritata all'inizio del processo di decantazione per cambiare il sapore dell'aceto.
Il liquido fermentato deve essere conservato con cura per evitare che si rimescoli con i solidi decantati. Si filtra nuovamente con un colino di stoffa e si può conservare in un luogo asciutto e ventilato.